# Denis-François Bouthillier de Chavigny
Pour l’article homonyme, voir Bouthillier.
Denis-François Bouthillier de Chavigny (1665-1730), était un homme d'Église français, évêque successif de plusieurs diocèses.

## Biographie
Fils d'Armand-Léon Bouthillier, maître des requêtes et petit-fils de Léon Bouthillier, comte de Chavigny, ministre et secrétaire d’État, Denis-François sera nommé évêque de Troyes le 7 avril 1697 (confirmé le 10 mars 1698 et ordonné le 20 avril).
Il succéda à l’évêché de Troyes à son oncle, François (1642-1731), lequel se retira et en demanda la survivance auprès de Louis XIV pour son neveu, comme nous le rapporte Saint-Simon :

« Il avoua au roi le besoin qu'il avait de retraite et de pénitence, et que jamais il n'en aurait la force tant qu'il tiendrait au monde par quelques prétextes. Il présenta au roi la démission de son évêché, et lui dit que, s'il le voulait combler, ce serait de le donner à son neveu l'abbé de Chavigny qui avait de l'âge assez et encore plus de mérite, de savoir et de vertu ; qu'il l'aiderait à gouverner dans ses commencements un diocèse qu'il connaissait à fond ; qu'il se retirerait dans sa propre maison à Troyes ; qu'il partagerait avec lui et qu'il y demeurerait en solitude le reste de sa vie. L'évêché valait peu ; le roi aimait M. de Troyes, malgré la dissipation de sa vie ; il lui accorda sur-le-champ sa demande. Au sortir du cabinet, M. de Troyes gagna Paris, n'y vit personne, et partit le lendemain pour Troyes, où il tint très exactement tout ce qu'il s'était proposé, sans vouloir voir qui que ce soit que son neveu et ses prêtres, encore pour affaires, et sans écrire ni avoir aucun commerce avec personne, entièrement consacré à la prière et à la pénitence, et à une entière solitude. »

Il est ensuite transféré comme archevêque à Sens le 21 janvier 1716. 
Denis-François était détenteur du domaine de Pars-les-Romilly, rattaché à celui de Pont-sur-Seine dès le XVIIe siècle.

## Iconographie
- Le portrait de Denis-François Bouthillier de Chavigny a été peint par Hyacinthe Rigaud en 1698 pour 140 livres[2]. Plusieurs copies en furent réalisées entre 1698 et 1699[3]. On en connaît une copie actuellement conservée au musée de Troyes[4]. Le tableau fut gravé par Claude Duflos vers 1706[5].

- Chavigny reviendra chez Hyacinthe Rigaud pour un nouveau portrait en 1716 contre 300 livres[6]. Semble-t-il, ce portrait fut copié par La Penaye deux ans plus tard[7].